# Herbert Robbins
Herbert Robbins   (New Castle, 12 de gener de 1915 - Princeton, 12 de febrer de 2001) va ser un matemàtic i estadístic estatunidenc.

## Vida i Obra
Format a la universitat Harvard sota la influència de Marston Morse, va obtenir el doctorat el 1938 amb una tesi de topologia dirigida per Hassler Whitney. Els anys següents va treballar a la universitat de Nova York, en la qual va ser coautor amb Richard Courant del conegut llibre Wath is Mathematics? (1941). El 1941, en entrar Estats Units a la Segona Guerra Mundial, es va enrolar a la Marina dels Estats Units en la qual es va llicenciar com tinent comandant el 1946. Durant la guerra va iniciar estudis d'estadística i probabilitat, publicant alguns articles que va cridar l'atenció de Harold Hotelling, qui el va cridar per incorporar-se al nou departament d'estadística que estava creant a la universitat de Carolina del Nord a Chapel Hill.
Després de dos cursos al Institut d'Estudis Avançats de Princeton, el 1954 va començar la seva docència a la Universitat de Colúmbia en la qual va romandre fins a la seva jubilació el 1985, excepte alguns breus períodes a la universitat de Michigan (1966-1968) i al Imperial College London (1975-1976). Després de jubilar-se, va continuar col·laborant amb la universitat Rutgers fins al 1997.
A part del ja esmentat llibre, Robbins és autor de més de cent-trenta articles científics sobre estadística i teoria de la probabilitat. Les seves principals aportacions van ser en anàlisi seqüencial, teoria empírica bayesiana i procediments d'aproximació estocàstics.